# البان، درام
البان، درام (به فرانسوی: Albon, Drôme) یک کمون در فرانسه است که در Canton of Saint-Vallier واقع شده‌است.

## خصوصیات
البان ۲۵٫۶۲ کیلومترمربع مساحت و ۱٬۷۲۲ نفر جمعیت دارد و ۲۴۰ متر بالاتر از سطح دریا واقع شده‌است.